# Custines
Custines é uma comuna francesa na região administrativa de Grande Leste, no departamento de Meurthe-et-Moselle. Estende-se por uma área de 11,76 km². Em 2010 a comuna tinha 3 102 habitantes (densidade: 263,8 hab./km²).